# José Pedro Díaz
José Pedro Díaz (Montevideo, 12 de enero de 1921 - Montevideo, 3 de julio de 2006) fue un ensayista, narrador,  profesor y crítico literario uruguayo.

## Biografía
Profesor de Literatura en el Instituto de Profesores Artigas y catedrático de literatura francesa en la Facultad de Humanidades de la Universidad de la República. En 1944 contrajo matrimonio con la poeta Amanda Berenguer; fueron padres del médico internista Álvaro Díaz Berenguer.
En 1944, fue fundador de Ediciones Galatea.
Ejerció la crítica literaria en el semanario Correo de los viernes y fue Jurado en la categoría cuentos para el premio Casa de las Américas en 1986.
En 1962 fundó junto a los hermanos Ángel y Germán Rama la editorial Arca.

## Obras

### Poesía
- Canto pleno. Primer cuaderno, Montevideo, Imprenta "Stella", 1939.
- Canto pleno. Segundo cuaderno, Montevideo, "Imprenta de Juan Cunha Dotti", 1940.
- Tratado de la llama, Montevideo, La Galatea, 1957.
- Ejercicios antropológicos, Xalapa (México), Universidad Veracruzana, 1967.
- Nuevos tratados y otros ejercicios (Montevideo, Arca, 1982.

### Narrativa
- El abanico rosa. Suite antigua. Montevideo, Prensas particulares del grupo Sexta Vocal, 1941.
- El habitante, Montevideo, La Galatea, 1949.
- Los fuegos de San Telmo, Montevideo, Arca, 1964.
- Partes de naufragios, Montevideo, Arca, 1969.

### Ensayo y crítica
- Una conferencia sobre Julio Herrera y Reissig, Montevideo, s/e, 1948
- Poesía y magia, Montevideo,s/e, 1949
- Gustavo Adolfo Becquer: vida y poesía, Montevideo: La Galatea, 1953.
- La búsqueda del origen y el impulso a la aventura en la narrativa de André Gide, Montevideo, Universidad de la República, 1958
- Balzac, novela y sociedad, Montevideo, Arca, 1974
- El espectáculo imaginario, Montevideo. Arca, 1986
- Juan Carlos Onetti. El espectáculo imaginario II Montevideo, Arca, 1989.
- Felisberto Hernández. El espectáculo imaginario I, Montevideo. Arca 1991
- Novela y sociedad, Xalapa, Universidad Veracruzana, 1992.
- Felisberto Hernández su vida y su obra , Montevideo, Planeta 1999.